# Calathea lindbergii
Calathea lindbergii är en strimbladsväxtart som beskrevs av Otto Georg Petersen. Calathea lindbergii ingår i släktet Calathea och familjen strimbladsväxter. Inga underarter finns listade.